# Мій друг Наврузов
«Мій друг Наврузов» — радянський художній фільм режисерів Шамсі Кіямова і Миколи Літуса, знятий ним в 1957 році на
Сталінабадський кіностудії. Дебютна робота Миколи Літуса, який зняв через кілька років фільм «Королева бензоколонки».

## Сюжет
Гостросоціальна драма, що прославляє новаторські погляди, норми управління народним господарством, прогресивного героя, агронома Джури Наврузова, що володіє високими моральними принципами, з особливо загостреним почуттям відповідальності перед соціалістичним суспільством.

## У ролях
- Гурміндж Завкібеков — Джура Наврузов, агроном
- Мухаммеджан Касимов — Тупалангов
- Нозукмо Шомансурова — Гульбахор, дружина Наврузова
- Шамсі Джураєв — Оділ-ота, Наїмджон Гіясов
- Туті Гафарова — епізод
- Назакат Заїрова — епізод
- Шамсі Кіямов — епізод

## Знімальна група
- Режисери — Шамсі Кіямов, Микола Літус
- Сценарист — Катерина Лопатіна
- Оператор — Ібрагім Барамиков
- Композитор — Зіядулло Шахіді